# Teismus
Teismus je náboženský názor či postoj předpokládající boha (či více bohů), majícího osobní charakter, tedy nevystupujícího jen jako abstraktní „něco“, nýbrž jako „někdo“, ke komu je možno se např. modlit.
Podle toho, zda je osobní bůh jeden, nebo je jich vícero nezávislých, hovoříme buď o monoteismu,  nebo o polyteismu. Mezistupni jsou henoteismus a monolatrie.